# Caséine bêta
La caséine β est une protéine du lait. C'est l'une des quatre caséines du lait de vache, avec les caséines αS1, αS2 et κ. Il s'agit d'une holoprotéine comportant 209 acides aminés, dont il existe plusieurs variants (A1, A2, A, B, C, etc.). Le lait de vache contient environ 8,5 g de caséine β par litre.
La caséine β humaine est exprimée par le gène CSN2 situé sur le chromosome 4 humain.

## Séquence
La séquence du variant β-A1 CN est représentée par :
```
RELEELNVPG EIVESLSSSE ESITRINKKI EKFQSEEQQQ TEDELQDKIH PFAQTQSLVY PFPGPIHNSL PQNIPPLTQT
1        10         20         30         40         50         60         70         80
PVVVPPFLQP EVMGVSKVKE AMAPKHKEMP FPKYPVQPFT QSQSLTLTDV ENLHLPPLLL QSWMHQPHQP LPPTVMFPPQ
81       90         100        110        120        130        140        150        160
SVLSLSQSKV LPVPEKAVPY PQRDMPIQAF LLYQQPVLGP VRGPFPIIV
161      170        180        190        200       209
```

Les résidus de sérine 15, 17, 18, 19 et 35 sont phosphorylés.
- Variant A : l'histidine 106 est remplacée par la glutamine
- Variant A2 : l'histidine 67 est remplacée par la proline
- Variant B : la sérine 121 est remplacée par de l'arginine
- Variant C : la sérine 35 n'est pas phosphorylée, et le glutamate 37 est remplacé par la lysine[7].

## Propriétés
La partie N-terminale de la protéine est acide et hydrophile en raison de nombreux résidus glutamate, tandis que la portion C-terminale est hydrophobe. Cette protéine riche en acide glutamique, en glutamine et en proline ne contient aucune cystéine, d'où l'absence de ponts disulfure et une structure assez lâche.

## Protéolyse
L'hydrolyse enzymatique de la caséine β libère de nombreux peptides et polypeptides.

### Protéose peptone
La fraction protéose peptone du lait comporte plusieurs peptides libérés par l'hydrolyse de la caséine β, notamment les protéose-peptones 5 (PP5), sous-séquences 1-105 et 1-107, la protéose-peptone 8 lente (PP8-l ou PP8S), séquence 29-107, ou la protéose-peptone 8 rapide (PP8-r ou PP8F), séquence 1-28.

### Caséine γ
Auparavant considérées comme des protéines à part entière, les caséines gamma sont maintenant reconnues comme correspondant à des fragments C-terminaux de la caséine β. La caséine γ1 correspond au fragment 29-209, la caséine γ2 au fragment 106-209, et la caséine γ3 au fragment 108-209.

### Peptides bioactifs
Plusieurs peptides résultant de deux coupures de la caséine β, dont l'une au niveau de la tyrosine 60, se sont avérés posséder des propriétés anxiolytiques ou opioïdes, on les appelle casomorphines. L'hexapeptide β-CN 54-59 possède par ailleurs des propriétés immunostimulantes, tandis que certains de ses dérivés sont immunosuppresseurs.